# Дейнеховский, Петр Ипполитович
Пётр Ипполитович Дейнеховский (15 февраля 1907 — 16 августа 2000)) — генерал-майор артиллерии ВС СССР, бригадный генерал Народного Войска Польского.

## Биография
Родился 15 февраля 1907 года в селе Лебяжье Лебяженской волости Змиевского уезда Харьковской губернии (ныне Чугуевского района Харьковской области). Украинец.
В РККА с октября 1924 года.
С ноября 1940 по 6 июня 1941 года - командир 88-го артиллерийского полка.
В годы Великой Отечественной войны — с 6 июня по декабрь 1941 года - начальник штаба 2-й противотанковой артиллерийской бригады. С декабря 1941 по 19 февраля 1942 года - начальник артиллерии 387-й стрелковой дивизии. С 19 февраля по декабрь 1942 года - начальник штаба артиллерии, с декабря 1942 по 27 июня 1943 года - заместитель командующего артиллерией 61-й армии.
С 27 июня по сентябрь 1943 года - начальник штаба артиллерии 63-й армии. С сентября по 10 декабря 1943 года - начальник штаба артиллерии 58-й армии.
С 10 декабря 1943 по май 1944 года - командир 24-й отдельной истребительно-противотанковой артиллерийской бригады РГК, с ней участвовал в освобождении города Умань 10 марта 1944 года (бригада получила почётное наименование «Уманьская»).
В мае 1944 года направлен в 1-ю армию Войска Польского в СССР и до 17 июня находился в распоряжении командующего этой армией. С 17 июня 1944 по 8 апреля 1945 года - командир 4-й противотанковой артиллерийской бригады. С 1 декабря 1944 по 8 апреля 1945 года - и.о. заместителя начальника артиллерии 1-й армии Войска Польского. С апреля по май 1945 года - начальник артиллерии 1-го Дрезденского танкового корпуса. Участник сражений в пригородах Берлина в апреле 1945 года.
25 мая 1945 года произведён в бригадные генералы Президиумом Государственного народного совета Польши, 11 июля 1945 года Советом Народных Комиссаров ему присвоено звание генерал-майора артиллерии.
С мая по октябрь 1945 года - командующий артиллерии 2-го (Поморского) военного округа. 26 октября 1945 года вернулся в СССР.
С октября 1945 по сентябрь 1946 года - начальник штаба артиллерии Центральной группы войск. С сентября 1946 года - командир 11-й отдельной противотанковой артиллерийской бригады. До сентября 1950 года - командир 102-го отдельного гвардейского противотанкового артиллерийского полка.
С 21 июля 1967 года - в отставке.
Умер 16 августа 2000 года в Москве. Похоронен на Ваганьковском кладбище Москвы.
Награды
Орден Ленина;
4 ордена Красного Знамени;
2 ордена Красной Звезды;
Медаль "За победу над Германией в Великой Отечественной войне 1941-1945гг.";
Медаль "За освобождение Варшавы";
Медаль "За взятие Берлина";
Польские награды
Орден «Virtuti Militari» V степени;
Орден Возрождения Польши IV степени;
Орден «Крест Грюнвальда» III степени;
Медаль "За Варшаву 1939-1945";
Медаль "За Одру, Нису и Балтику";
Медаль "Победы и Свободы";
Грюнвальдский знак ("Щит Грюнвальда").